# Paróquia Nossa Senhora de Lourdes (São Paulo)
A Paróquia Nossa Senhora de Lourdes foi criada em 8 de dezembro de 1939 no bairro da Água Rasa, cidade de São Paulo, Brasil. Pertence ao Decanato Santa Maria e São José da Arquidiocese de São Paulo. Sua igreja é também considerada um santuário . Por conta disso, essa igreja também é o templo escolhido para celebrar a despedida ou acolhida do Bispo Auxiliar de São Paulo para a Região Episcopal Belém.